# Дендропарк Каховського лісгоспзагу
Дендропарк Каховського лісгоспзагу — парк-пам'ятка садово-паркового мистецтва місцевого значення в Україні. Розташований у місті Каховка Херсонської області, на схід від центру міста (на березі Каховського водосховища). 
Площа — 15 га, статус отриманий у 1964 році. Перебуває у віданні ДП «Каховське ЛГ» (переоформляється охоронне зобов'язання).